# Josef Musil (generál)
Josef Musil (23. března 1900 Osová Bítýška – 9. ledna 1954 Pankrácká věznice) byl generál Československé armády, který se jako pracovník vojenského zpravodajství podílel na přípravách únoru 1948 a následně též na organizaci represí a politických procesů.

## Život
Narodil se roku 1900. Vyučil se kolářem. Za první republiky byl vojákem Československé armády z povolání. Absolvoval poddůstojnickou školu v Nitře, důstojnickou školu v Bratislavě a následně též od roku 1922 Vojenskou akademii v Hranicích. Po vzniku Protektorátu Čechy a Morava pracoval jako úředník. Po válce se vrátil do armády a stal se i členem Komunistické strany Československa. Od roku 1946 působil u Pátého oddělení Hlavního štábu MNO (ještě za jeho vedení přejmenována na Hlavní informační správu) a od listopadu 1948 v čele této vojenské zpravodajské služby vystřídal Bedřicha Reicina. Josef Musil se podílel na přípravách na převzetí moci ve státě komunistickou stranu a následně se podílel na organizaci represe a politických procesů.

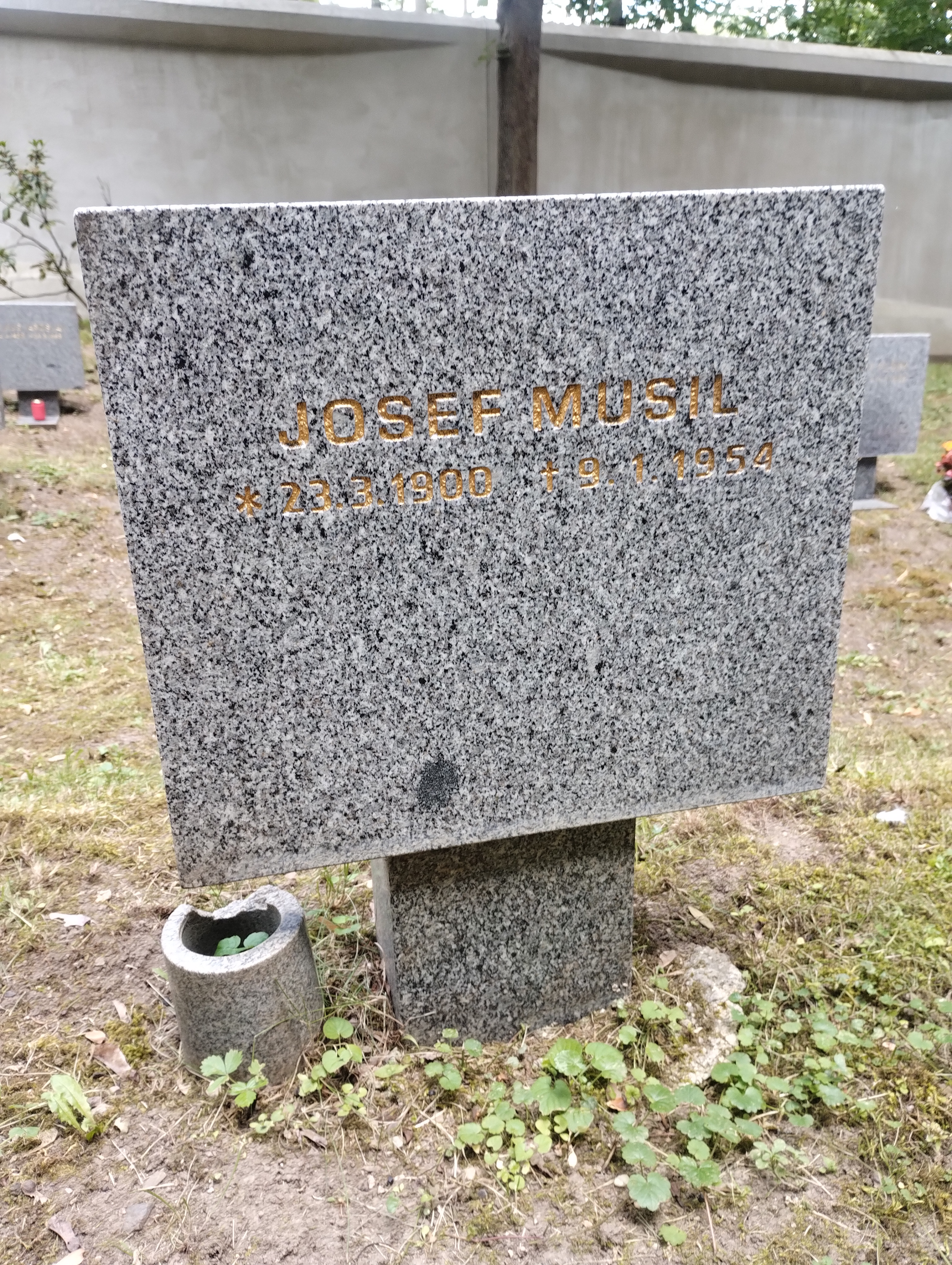
Symbolický náhrobek Josefa Musila na Čestném pohřebišti v Ďáblicích

Dne 18. března 1951 byl Josef Musil zatčen. Po několikaletém vyšetřování byl odsouzen k trestu smrti kvůli spáchání velezrady a vojenské zrady. Dne 9. ledna 1954 byl popraven v pankrácké věznici. Jeho ostatky byly tajně pohřbeny do společného hrobu při severní zdi Ďáblického hřbitova. Když na počátku devadesátých let vznikalo Čestné pohřebiště popravených a umučených z padesátých let, Josef Musil byl omylem považován za popraveného odpůrce komunismu, a proto je na pohřebišti připomínán jako politický vězeň.